# Joel H. Cohen
Joel H. Cohen es un guionista y productor canadiense de Saturday Night Live, Suddenly Susan, y Los Simpson. Es el hermano de otro escritor ocasional de Los Simpson, Robert Cohen. Además de eso, Cohen ha escrito también una treintena de libros para lectores jóvenes y mayores o sobre atletas y artistas destacados, como Hank Aaron, Jim Palmer, Bill Cosby y Lucille Ball. Sus artículos han aparecido en diversas revistas y periódicos como Sports Illustrated for Kids, Scholastic Scope, American Girl, TV Guide y el New York Times.

## Episodios de Los Simpson
- Treehouse of Horror XII (2001)
- Brawl in the Family (2002)
- The Fat and the Furriest (2003)
- Today I am A Clown (2003)
- Fat Man and Little Boy (2004)
- Home Away from Homer (2005)
- The Last of the Red Hat Mamas (2005)
- Homer's Paternity Coot (2006)
- Marge and Homer turn a couple play (2006)
- Revenge Is A Dish Best Served Three Times (2007)
- He Loves to Fly and He D'oh's (2007)
- The Debarted (2008)
- Mona Leaves-a (2008)
- Wedding for Disaster (2009)
- Treehouse of Horror XXI (2010)
- Lisa Simpson, This Isn't Your Life (2010)
- Homer the Father (2011)
- Gone Abie Gone" (2012)
- A Test Before Trying (2013)
- Yellow Subterfuge (2013)
- Clown in the Dumps (2014)

También colaboró con el guion de Los Simpson: la película.